# Марін Мустаце
Марін Мустаце (3 березня 1954 , Бухарест  — 2007 ) — румунський фехтувальник на шаблях, бронзовий призер Олімпійських ігор 1976 та 1984 років.

## Виступи на Олімпіадах
| Олімпіада         | Дисципліна          | Місце |
| ----------------- | ------------------- | ----- |
| Монреаль 1976     | командна шабля      | 3     |
| Москва 1980       | індивідуальна шабля | 22    |
| Москва 1980       | командна шабля      | 5     |
| Лос-Анджелес 1984 | індивідуальна шабля | 6     |
| Лос-Анджелес 1984 | командна шабля      | 3     |